# Arkadia Traiskirchen Lions

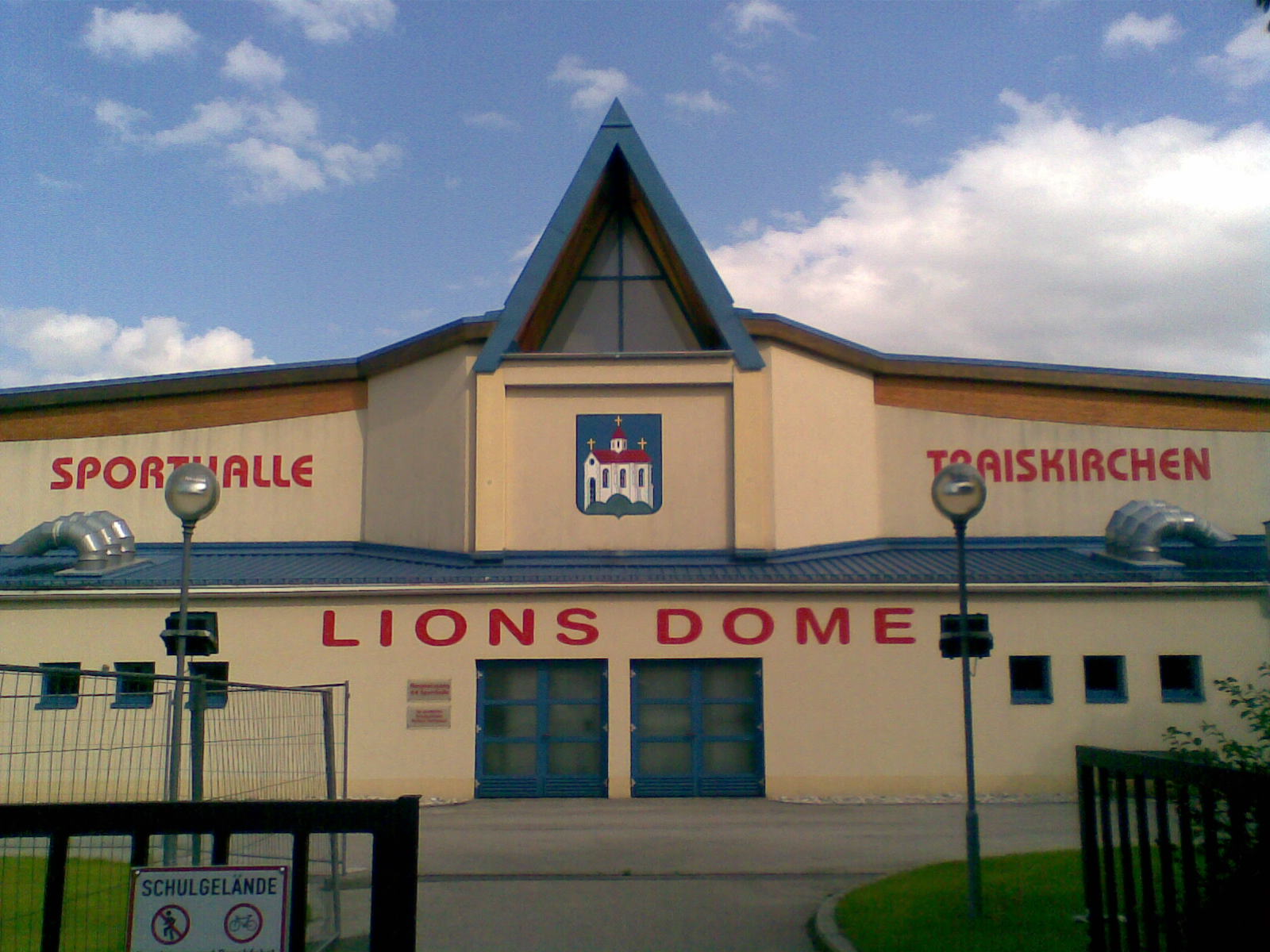
Lions Dome, el pabellón del club

El Arkadia Traiskirchen Lions, es un equipo de baloncesto austríaco con sede en la ciudad de Traiskirchen, que compite en la Admiral Basketball Bundesliga, la máxima división del baloncesto austríaco. Disputa sus encuentros como local en el Lions Dome, con capacidad para 1200 espectadores.

## Nombres
- UBM Mollersdorf (hasta 1999)
- Arkadia Traiskirchen Lions (1999-)

## Resultados en la Liga Austríaca
| Temporada | División | Liga                          | Posición | Play-Offs        | Competición Europea |
| --------- | -------- | ----------------------------- | -------- | ---------------- | ------------------- |
| 2010–11   | 1        | Admiral Basketball Bundesliga | 3        | Semifinales      | –                   |
| 2011–12   | 1        | Admiral Basketball Bundesliga | 10       | -                | –                   |
| 2012–13   | 1        | Admiral Basketball Bundesliga | 10       | -                | –                   |
| 2013–14   | 1        | Admiral Basketball Bundesliga | 9        | -                | –                   |
| 2014–15   | 1        | Admiral Basketball Bundesliga | 8        | Cuartos de final | -                   |
| 2015–16   | 1        | Admiral Basketball Bundesliga | 3        | Semifinales      | -                   |
| 2016–17   | 1        | Admiral Basketball Bundesliga | 6        | Cuartos de final | -                   |
| 2017–18   | 1        | Admiral Basketball Bundesliga | 7        | Semifinales      | -                   |
| 2018–19   | 1        | Admiral Basketball Bundesliga | 6        | -                | -                   |
| 2019–20   | 1        | Admiral Basketball Bundesliga | 9        | -                | -                   |
| 2020–21   | 1        | Admiral Basketball Bundesliga | 9        | -                | -                   |
| 2021–22   | 1        | Admiral Basketball Bundesliga | 10       | -                | -                   |

## Palmarés
- Admiral Basketball Bundesliga
  - Campeón: 1991, 1994, 2000

- Copa de baloncesto de Austria
  - Campeón: 1997, 2000, 2001
  - Subcampeón: 1994, 1995, 1996, 2003, 2006

## Jugadores destacados
| - Jurica Blazevic - Michael Diesner - Daniel Friedrich - Maximilian Graf - Davor Lamesic - Carlos Novas - Kevin Payton - Jakob Poeltl - Eric Schranz - Stjepan Stazic - Viachaslau Skidan - Dimitar Dimitrov - Nikolay Varbanov - Manny Pasquale - Joey Vickery - Aramis Naglic - Alex Percan - Aleksandar Ugrinoski - Julian Dunkley | - Vilmantas Dilys - Pranas Skurdauskas - Marko Simonovski - Milos Pajovic - Radosav Spasojevic - Canice Nwaiwu - Wojciech Barycz - Titus Nicoara - Vladimir Grebenyuk - Roman Vorobyev - Seyni N'Diaye - Grega Nachbar - Nemanja Bjelica - Milan Bralovic - Đorđe Drenovac - Matija Milin - Petar Torlak - Miljan Vescovic - Aleksandar Vuletic | - Dragan Zekovic - Daniel Novak - Tomas Oresansky - Mikael Hermansson - Jeremy Bynum - Demetrius Cherry - Andre Davis - Acie Earl - Donminic Ellison - Mike English - William Fontleroy - Kevin Houston - David Jones - Adam Leonard - Phil Lott - Deven Mitchell - Elijah Palmer - Spencer Rhynes - Brett Robisch | - Terrence Roderick - Clifford Scales - Daniel Shanks - Tiras Wade - Darius Wright - Matías Bortolin - Pablo Gamaleri - Fabricio Vay - Otto Maticky - Dmitri Paliashchuk - Kristijan Bokanovic - Fuad Memcic - Bernhard Maerz - Milivoj Coso - Kristijan Nikolic - Zdravko Radulovic - Steffan Weissenboeck - Stefan Svitek - Matthew Lien |